# Teagueia alyssana
Teagueia alyssana là một loài thực vật có hoa trong họ Lan. Loài này được Luer & L.Jost mô tả khoa học đầu tiên năm 2000.